# Pharo
Pour le quartier de Marseille, voir Le Pharo.
En informatique, Pharo est un langage de programmation dynamique, épuré et sous licence MIT, créé en 2009.

## Introduction
Pharo est un langage de programmation largement inspiré de Smalltalk. Il est basé sur une machine virtuelle, écrite en large partie en Pharo lui-même, ce qui lui permet d'être multiplateforme (Mac OS X, Windows, Linux, iOS, Android). Pharo a été créé par S. Ducasse et M. Denker le 24 avril 2008.
La politique de Pharo oblige ses contributeurs à accepter de publier leur code sous licence MIT.
Pharo possède les principales caractéristiques de Smalltalk : 
Tout est objet, au sens de la programmation orientée objet. La syntaxe tient sur une carte postale. Toutes les méthodes sont virtuelles publiques, les attributs protégés. Il y a de l'héritage simple et des traits (ensemble de méthodes) peuvent composer les classes. 
Le système est réflexif : un programme peut modifier sa structure et son comportement lors de l’exécution,
Le typage est un  typage dynamique : contrairement à certains langages à  typage statique, qui forcent le développeur à indiquer de quel type est chaque variable (entier, chaîne de caractères…), les variables peuvent prendre n'importe quelle valeur,
L'héritage est simple. Une classe hérite d'une seule autre. Une classe peut être aussi composée de traits (ensemble de méthodes).
La gestion de la mémoire est automatique : Pharo utilise un ramasse-miettes (garbage collector), comme d'autres langages par exemple Lisp ou Java. 
Un des intérêts principaux de Pharo est qu'il n'est pas nécessaire de recompiler tout le code dans le cas de la modification d'une méthode. Il est par exemple possible de modifier ou de créer une méthode au sein du débogueur et de reprendre le flot d'exécution juste avant la modification. Certains appellent cela la méthode edit and continue au lieu de la traditionnelle méthode edit compile and run.

## Communauté
600 personnes sont abonnés à la liste de diffusion de Pharo.
Le dernier vendredi de chaque mois, des membres de la communauté se retrouvent durant une journée pour améliorer Pharo au cours d'un sprint.
Chaque année une conférence Pharo a lieu. Les utilisateurs de Pharo se réunissent au cours de cette conférence pour partager à la fois leurs projets de recherche et professionnels. En 2010, elle s'est déroulée à Annecy (France). En 2011 et 2012, elle a eu lieu à Lille en France. Enfin, en 2013, la conférence Pharo s'est déroulée à Berne en Suisse.
Régulièrement, des vidéos de programmation avec Pharo sont postés sur PharoCast ou sur la chaine youtube de Pharo.
Plus d'une vingtaine d'entreprises utilisent aujourd'hui Pharo pour leurs développements logiciels.
Les principales applications développées sont d'une part liées au développement d'application web (en utilisant par exemple le framework Seaside) et d'autre
part à l'analyse et à la visualisation de système logiciel (en utilisant le framework Moose).
La communauté Pharo s'organise autour d'un consortium rassemblant des industriels, des partenaires académiques utilisant la plateforme.
Pharo dispose également d'une association à but non lucratif.

## Historique
Pharo est un fork de Squeak, un Smalltalk open source développé par des membres de l'équipe originelle de Smalltalk-80 (Dan Ingals et Alan Kay). 
Se démarquant de l'aspect plus ludique de Squeak, les concepteurs de Pharo (chercheurs à l'INRIA) souhaitent développer un Smalltalk moderne tourné vers les besoins des entreprises et de la recherche en génie logiciel. Pharo est devenu l'implémentation de référence de Seaside, framework web pour développer des applications web en Smalltalk. Aujourd'hui, Pharo est soutenu par un consortium regroupant les utilisateurs industriels et une association pour les particuliers.
Fork en 2008.
Le tableau suivant montre la date de sortie des différentes versions de Pharo.
| version | Date de sortie  |
| ------- | --------------- |
| 1.0     | 15 avril 2010   |
| 1.1     | 26 juillet 2010 |
| 1.2     | 29 mars 2011    |
| 1.3     | août 2011       |
| 1.4     | avril 2012      |
| 2.0     | 18 mars 2013    |
| 3.0     | 30 avril 2014   |
| 4.0     | 15 avril 2015   |
| 5.0     | 12 mai 2016     |
| 6.0     | 6 juin 2017     |
| 6.1     | 24 juillet 2017 |
| 7.0     | 22 janvier 2019 |
| 8.0     | 20 janvier 2020 |
| 9.0     | 15 juillet 2021 |
| 10.0    | 25 avril 2022   |
| 11.0    | 11 mai 2023     |
| 12.0    | 26 avril 2024   |

Le planning actuel prévoit une nouvelle version par an.

## Enseignement et Recherche

### Enseignement
Avec sa communauté active, sa licence MIT, son noyau stable et son fonctionnement multiplateforme, Pharo est un environnement idéal pour apprendre le langage Smalltalk. 
Un livre en français, Pharo par l'exemple, est disponible en ligne. Il est gratuit et permet d'apprendre les bases de Pharo. Un second volume est en préparation.
Pharo est de plus en plus utilisé dans le cadre de l'enseignement. Smalltalk est enseigné sous la forme de Pharo notamment à : 
- l'université de Buenos Aires (Argentine)
- l'université de Bern (Suisse) [24]
- l'université de Bruxelles (Belgique) [25]
- l'IMT Lille Douai (France) [26]
- l'université de Lille (France) [27]
- l'université de Savoie (France) [28]
- l'université de Lviv (Ukraine)
- l'université Northern Michigan (États-Unis) [29]
- l'université Catholique d'Argentine (Argentine) [30]
- l'université de Santiago (Chili) [31]
- l'université polytechnique de Catalunya (Espagne) [32]
- l'université de Maroua, École Nationale Supérieure Polytechnique (Cameroun) [33]

### Recherche
Des équipes de recherche travaillent avec Pharo, notamment les équipes :
- Lafhis (université de Buenos Aires, Argentine)
- Software Composition Group (Université de Bern, Suisse) [24]
- CAR (IMT Lille Douai, France) [34]
- RMOD (Inria, France) [35]
- Ummisco (IRD, France) [36]
- Reveal (université de Lugano, Suisse)
- Lysic (université de Bretagne Occidentale, France) [37]
- Pleiad (université de Santiago, Chili)
- CEA-List

La Pharo association, créée en 2011 dans le Nord de la France regroupe tous les indépendants souhaitant soutenir le projet.

## Performance et machine virtuelle
Pharo est basé sur une machine virtuelle écrite en large partie en Smalltalk elle-même. Depuis 2008, une nouvelle machine virtuelle avec un niveau de performance comparable aux dialectes Smalltalk les plus rapides est disponible. Cette machine virtuelle performante fonctionne sur Mac OS X, Windows et Linux. Une version simplifiée et un peu moins rapide fonctionne sur iOS et Android.